# 揖斐川町谷汲サンサンホール
揖斐川町谷汲サンサンホール（いびがわちょうたにぐみサンサンホール）は、岐阜県揖斐郡揖斐川町にある文化施設。
ホール、図書館などからなる複合施設である。

## 概要
教育、芸術、文化の振興、情報の向上発展等、住民の福祉増進を図ることを目的とする施設である。揖斐郡谷汲村の施設として、1996年（平成8年）、谷汲サンサンホールとして開館。2005年（平成17年）1月31日に（旧）揖斐川町・揖斐郡谷汲村・久瀬村・春日村・坂内村・藤橋村の合併による（新）揖斐川町の発足に伴い、揖斐川町谷汲サンサンホールに改称する。
ホール、図書館（揖斐川町立谷汲図書館）、マルチメディア館（谷汲マルチメディア館）からなる複合施設である。「サンサンホール」の名称は一般公募により名付けられ、谷汲山華厳寺が西国三十三所第33番札所（満願所）であることに因む。また、英語の「sun」（太陽）、燦々とかがやくという意味も込められている。

## 施設概要

### ホール
鉄骨鉄筋コンクリート構造地上2階地下1階建の建物であり、延床面積は2,730.30 m2。
- 多目的ホール
  - 客席：固定席350席、車いす席2席
- リハーサル室
- 楽屋（2室）
- 展示ギャラリー

### 揖斐川町立谷汲図書館
揖斐川町立図書館の分館である。鉄骨構造地上1階地下1階建の建物であり、延床面積は300.00 m2。蔵書数は一般書が約20,300冊、児童書が約25,000冊。

### 揖斐川町谷汲マルチメディア館
町民の情報教育の向上発展を図ることを目的する施設である。鉄骨鉄筋コンクリート構造地上1階の建物であり、延床面積は149.00 m2。

## 利用案内
- 開館時間：
  - 9:00 - 22:00（ホール）[4]
  - 9:00 - 17:00（図書館）
- 休館日：
  - 月曜日、休日の翌日（休日が土・日・月曜日の場合は火曜日）、年末年始（12月29日 - 1月3日）（ホール）[4]
  - 月曜日、休日の翌日、月末整理日、年末年始（12月29日 - 1月3日）（図書館）

## 交通アクセス

### 公共交通機関
- 揖斐川町ふれあいバス「谷汲山」バス停下車、徒歩約5分

## 周辺施設
- 揖斐川町役場谷汲振興事務所
- 谷汲郵便局
- 旧谷汲駅